# Équipe cycliste ARA-Skip Capital
L'équipe cycliste ARA-Skip Capital est une équipe cycliste australienne créée en 2018 et participant aux circuits continentaux de cyclisme et en particulier l'UCI Oceania Tour. 

## Histoire
L'équipe est créée en 2018 directement sous la forme d'une équipe continentale.

## Principales victoires

### Courses d'un jour
- Mémorial Philippe Van Coningsloo : 2022 (Cameron Scott)
- Tour d'Overijssel : 2024 (Declan Trezise)

### Courses par étapes
- Tour de Tochigi : 2018 (Michael Potter)

### Championnats nationaux
- Championnats d'Australie sur route : 2
  - Course en ligne : 2019 (Michael Freiberg)
  - Critérium espoirs : 2018 (Cameron Scott)

## Classements UCI
L'équipe participe aux épreuves des circuits continentaux et en particulier de l'UCI Europe Tour. Les tableaux ci-dessous présentent les classements de l'équipe sur les différents circuits, ainsi que son meilleur coureur au classement individuel.
UCI Asia Tour
| UCI Asia Tour | UCI Asia Tour          | UCI Asia Tour                             | UCI Asia Tour |
| Année         | Classement par équipes | Meilleur coureur au classement individuel |               |
| ------------- | ---------------------- | ----------------------------------------- | ------------- |
| 2018          | 52e                    | Michael Potter (153e)                     |               |
| 2022          | -                      | Arfan Bin Faisal (97e)                    |               |
|               |                        |                                           |               |
| Source : UCI  |                        |                                           |               |

UCI Europe Tour
| UCI Europe Tour | UCI Europe Tour        | UCI Europe Tour                           | UCI Europe Tour |
| Année           | Classement par équipes | Meilleur coureur au classement individuel |                 |
| --------------- | ---------------------- | ----------------------------------------- | --------------- |
| 2018            | 144e                   | Freddy Ovett (1884e)                      |                 |
|                 |                        |                                           |                 |
| Source : UCI    |                        |                                           |                 |

UCI Oceania Tour
| UCI Oceania Tour | UCI Oceania Tour       | UCI Oceania Tour                          | UCI Oceania Tour |
| Année            | Classement par équipes | Meilleur coureur au classement individuel |                  |
| ---------------- | ---------------------- | ----------------------------------------- | ---------------- |
| 2018             | 7e                     | Michael Potter (36e)                      |                  |
| 2019             | 3e                     | Michael Freiberg (28e)                    |                  |
| 2020             | 5e                     | Taj Jones (54e)                           |                  |
| 2021             | 5e                     | Angus Lyons (90e)                         |                  |
| 2022             | 3e                     | Brady Gilmore (23e)                       |                  |
|                  |                        |                                           |                  |
| Source : UCI     |                        |                                           |                  |

L'équipe est également classée au Classement mondial UCI qui prend en compte toutes les épreuves UCI et concerne toutes les équipes UCI.
| Classement mondial | Classement mondial     | Classement mondial                        | Classement mondial |
| Année              | Classement par équipes | Meilleur coureur au classement individuel |                    |
| ------------------ | ---------------------- | ----------------------------------------- | ------------------ |
| 2018               | -                      | Michael Potter (789e)                     |                    |
| 2019               | 112e                   | Michael Freiberg (495e)                   |                    |
| 2020               | 150e                   | Taj Jones (953e)                          |                    |
| 2021               | 180e                   | Angus Lyons (2723e)                       |                    |
| 2022               | 86e                    | Brady Gilmore (330e)                      |                    |
| 2023               | -                      | Oliver Bleddyn (1374e)                    |                    |
|                    |                        |                                           |                    |
| Source : UCI       |                        |                                           |                    |

## ARA Pro Racing Sunshine Coast en 2022
| Cycliste           | Date de naissance | Nationalité | Équipe 2021                        |  |
| ------------------ | ----------------- | ----------- | ---------------------------------- |  |
| Carter Bettles     | 2 septembre 1998  | Australie   | St George Continental Cycling Team |  |
| Arfan Bin Faisal   | 21 septembre 2000 | Singapour   |                                    |  |
| Daniel Di Domenico | 3 septembre 2001  | Australie   | ARA Pro Racing Sunshine Coast      |  |
| Brady Gilmore      | 14 avril 2001     | Australie   |                                    |  |
| Zack Gilmore       | 10 octobre 1990   | Australie   | ARA Pro Racing Sunshine Coast      |  |
| Zhen Yu Darren Lim | 16 janvier 1998   | Singapour   |                                    |  |
| Angus Lyons        | 12 janvier 1996   | Australie   | ARA Pro Racing Sunshine Coast      |  |
| Kane Richards      | 1er décembre 1996 | Australie   | MEIYO CCN Pro Cycling Team         |  |
| Cameron Scott      | 4 janvier 1998    | Australie   | ARA Pro Racing Sunshine Coast      |  |
| Oliver Stenning    | 27 février 1998   | Australie   | ARA Pro Racing Sunshine Coast      |  |
| Declan Trezise     | 30 juin 2002      | Australie   | ARA Pro Racing Sunshine Coast      |  |
| Craig Wiggins      | 28 mai 1999       | Australie   | ARA Pro Racing Sunshine Coast      |  |

Victoires
| Date       | Course                           | Pays     | Classe | Vainqueur     |
| ---------- | -------------------------------- | -------- | ------ | ------------- |
| 5 juin     | Mémorial Philippe Van Coningsloo | Belgique | 1.2    | Cameron Scott |
| 12 octobre | 2e étape du Tour de Langkawi     | Malaisie | 2.Pro  | Craig Wiggins |